# Eric Nshimiyimana
Eric Nshimiyimana, né le 8 mai 1972 à Bujumbura au Burundi, est un footballeur international rwandais actif de 1994 à 2005 au poste de milieu de terrain. Il devient ensuite entraîneur.

## Biographie

### Carrière de joueur
Eric Nshimiyimana joue principalement en faveur de l'équipe burundais du Prince Louis FC, ainsi que du club rwandais de l'APR FC. 
Il met un terme à sa carrière en 2005.

### Équipe nationale
Eric Nshimiyimana est convoqué pour la première fois en 1996, et représente son pays lors de la Coupe d'Afrique des nations 2004.

### Carrière d'entraîneur
Il est l'assistant du sélectionneur du Rwanda, Raoul Shungu en 2008, puis de Branko Tucak de 2008 à 2009.
Lorsque Tucak est limogé en novembre 2009, il est devenu le nouveau sélectionneur intérimaire de l'équipe nationale jusqu'à 2010. Sellas Tetteh lui succède. Il est l'assistant de Milutin Sredojević de 2011 à 2013. 
Il devient une deuxième fois, le sélectionneur du Rwanda en 2013, mais en avril 2014, la Fédération Rwandaise de Football a annoncé qui sera remplacé après expiration de son contrat en juillet par Stephen Constantine.

## Palmarès
- Avec l'APR FC : 
  - Champion du Rwanda en 1996, 1999, 2000, 2001, 2003 et 2005
  - Vainqueur de la Coupe du Rwanda en 2002
  - Vainqueur de la Coupe Kagame inter-club en 2004